# 카다이으프

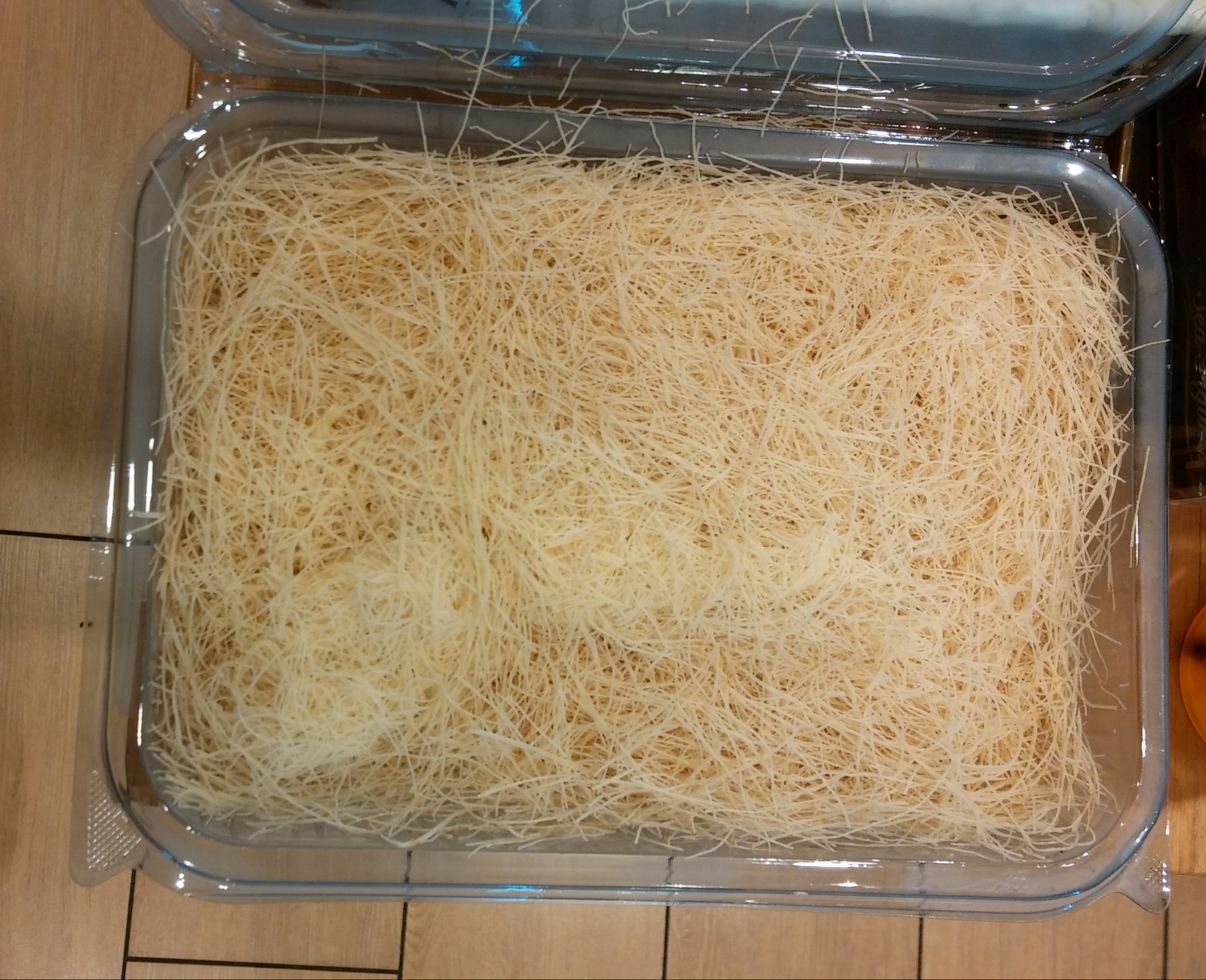
카다이으프

카다이으프(튀르키예어: kadayıf) 또는 텔 카다이으프(튀르키예어: tel kadayıf)는 튀르키예의 얇은 국수이다. 밀가루와 물로 만들어져 체를 통해 뜨거운 금속 조리용 쟁반에 부어 만들며, 면발이 가느다랗다.

## 요리
- 에크메크 카다이으프
- 카다이으프 돌마/카다이프/카다이피
- 쿠나파/퀴네페

## 사진 갤러리

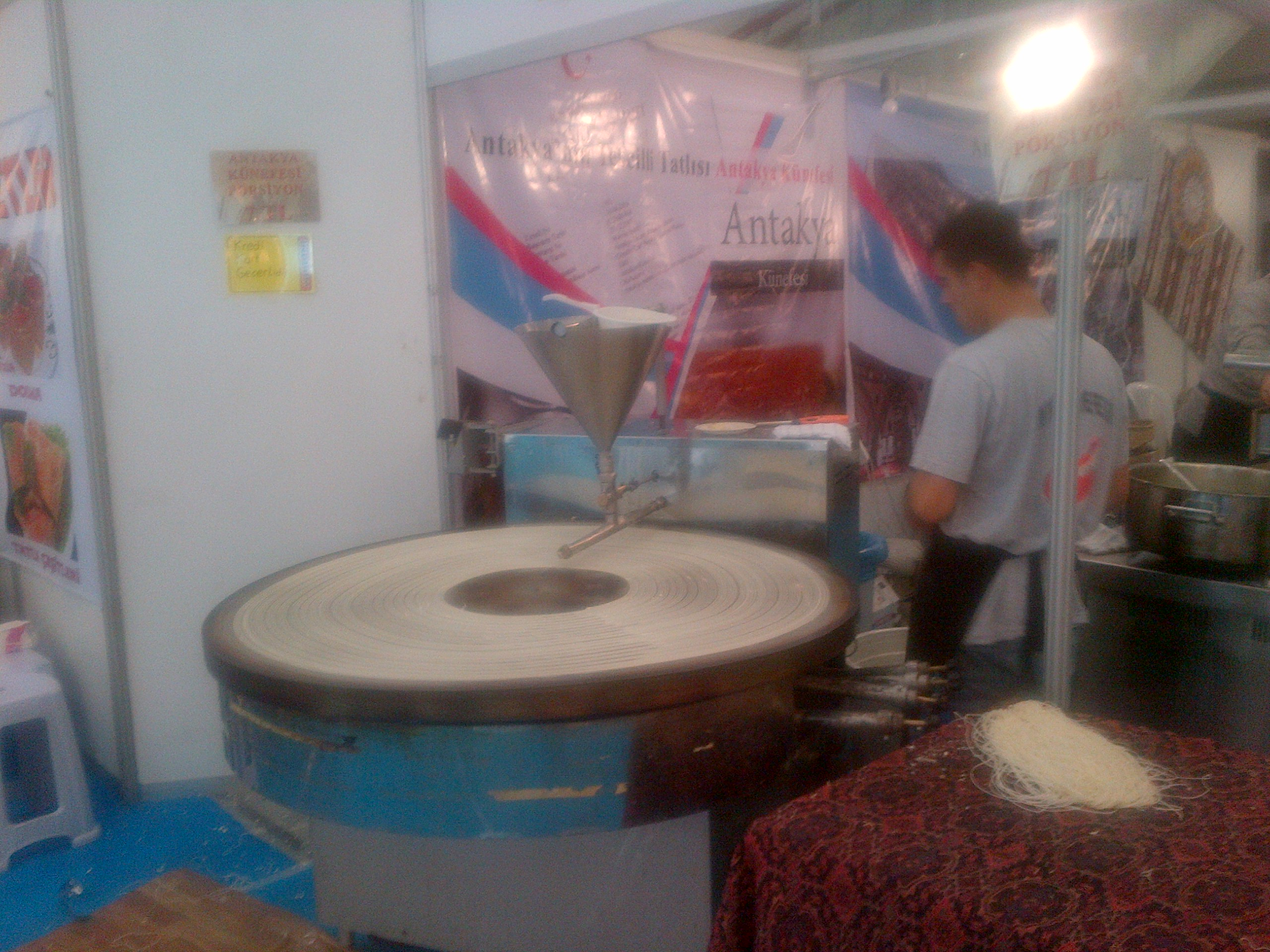
카다이으프 만들기
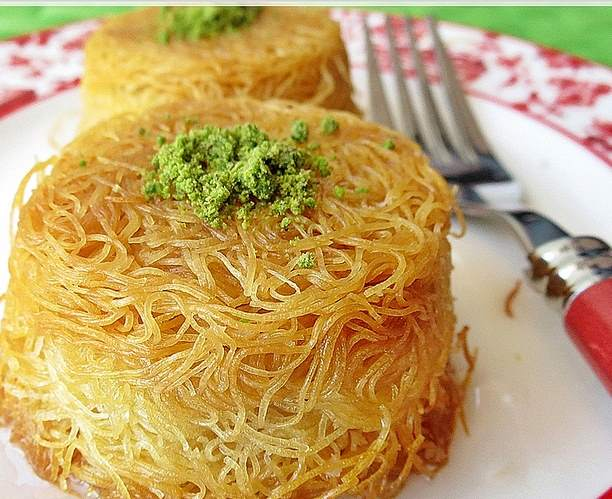
카다이으프 디저트

## 같이 보기
- 까타이프
- 텔 셰흐리예